# Anisodes perpunctulata
Anisodes perpunctulata là một loài bướm đêm trong họ Geometridae.